# Henrietta Godolphin, 2:a hertiginna av Marlborough
Henrietta Godolphin, 2:a hertiginna av Marlborough född 19 juli 1681 och död 24 oktober 1733, var en brittisk hertiginna och kulturmecenat, dotter till John Churchill, 1:e hertig av Marlborough och Sarah Churchill, hertiginna av Marlborough. Hon var hertiginna av Marlborough suo jure ('i egen rätt'), det vill säga genom arv och inte genom äktenskap, något som var ovanligt för hennes kön.

## Titlar
Henrietta Godolphin föddes som Henrietta Churchill, och blev Lady Henrietta Churchill 1689, när hennes far blev earl av Marlborough. Hon gifte sig med Francis Godolphin, 2:e earl av Godolphin 1698, och blev då Lady Henrietta Godolphin. Hon blev Viscountess Rialton 1706 när hennes svärfar fick titeln earl av Godolphin, och grevinna av Godolphin 1712 när hennes man ärvde sin fars titel och blev 2:e earl av Godolphin. Lady Godolphin ärvde sin fars titlar när han dog 1722 och blev således 2:a hertiginna av Marlborough. Hennes succession i sin fars titel, vilket var ovanligt för hennes kön, hade tillåtits genom en parlamentsakt 1706. 
Hon fick fem barn under sitt äktenskap:
- William Godolphin, markis av Blandford (omkring 1700–1731), gift med Maria Catherina de Jong.
- Lord Henry Godolphin (född omkring 1700).
- Lady Margaret Godolphin (född omkring 1703).
- Lady Henrietta Godolphin (död 1776), gift med Thomas Pelham-Holles, 1:e hertig av Newcastle.
- Lady Mary Godolphin (omkring 1716–1764), gift med Thomas Osborne, 4:e hertig av Leeds. (Det finns misstankar om att Mary inte var dotter till lord Godolphin, utan snarare till hertiginnans älskare, skådespelsförfattaren William Congreve.)

Hertiginnan dog 1733, i en ålder av 52 år, hon begravdes 9 november 1733 i Westminster Palace. Eftersom ingen av hennes söner överlevde henne gick hennes titlar till hennes systerson 5:e earlen av Sunderland, son till Anne Spencer, grevinna av Sunderland.

## Biografi
Henrietta Godolphin uppfostrades hemma under sin mors övervakning. Hennes mor var favorit hos prinsessan Anne, som bidrog till hemgiften vid Henrittas giftermål 1698, och efter giftermålet levde paret i hennes mors tjänstevåning hos Anne i St James Palace i London. Vid Annes tronbestigning 1701, fick hennes föräldrar stort inflytande över regeringen, och Henrietta var beroende av dem, trots att hon fick ett alltmer ansträngt förhållande till moderns behov av att övervaka och begränsa hennes liv. Konflikten i deras relation ledde till en livslång brytning mellan dem.   
Henrietta var hovdam åt drottning Anne som Lady of the Bedchamber mellan 1702 och 1712. Hon var intresserad av litteratur och umgicks med konstnärer, något som skapade en konflikt med hennes mor, och blev tidigt verksam som kulturmecenat, en verksamhet hon utökade sedan hon fått tillgång till sitt arv efter faderns död 1722. Bland de konstnärer hon understödde fanns Giovanni Bononcini, John Gay och David Mallet. Hon tävlade i sin finansiering av Gay med andra kvinnliga mecenater, något som blev föremål för satiren The Female Faction (1729). 
En av de konstnärer hon umgicks med var författaren William Congreve, med vilken hon också hade ett erkänt förhållande. Det faktum att Congreave var hennes älskare accepterades av hennes make, men inte av hennes mor. Det är inte känd när förhållandet inleddes, men hon omtalades ha haft en älskare år 1711, vilken kan ha varit Congreave. Den dotter som föddes 1716 antas ha varit Congreaves dotter. Vid sin död 1729, testamenterade Congreave sin egendom till Henrietta med den tysta överenskommelsen att hon skulle testamentera den vidare till deras dotter Mary. Henrietta lät också arrangera en praktfull begravning åt honom. Hennes och Congreaves förhållande blev föremål för satirerna Phino-Godol (1732), The Amorous D--h--ss (1733), och ‘The Secret History of Henrada Maria Teresa’ i The Court Parrot (November 1733).  
Henrietta levde aldrig i det berömda Blenheim Palace, eftersom det enligt faderns testamente tillhörde hennes mor fram till dennas död. Henrietta avled i ödem 1733 utan att ha försonats med sin mor.